# Livre-docência
A livre-docência (LD) é um título concedido no Brasil por uma instituição de ensino superior, mediante concurso público aberto apenas para portadores do título de doutor (a partir de 11 de setembro de 1976), e que atesta uma qualidade superior na docência e na pesquisa. A livre-docência é diferente do título de "Notório Saber" o qual, por sua vez, é concedido com base no parágrafo único do art. 66 da Lei de Diretrizes e Bases da Educação Nacional.
O concurso de livre-docência é aberto por edital e o candidato inscrito deverá, além de submeter-se a uma prova escrita e a uma prova didática, desenvolver também uma tese monográfica ou cumulativa sobre um tema acadêmico e defendê-la perante uma banca examinadora. Dependendo da área, uma prova prática pode também ser exigida no concurso de livre-docência.
Historicamente, os eventos e concepções que se desdobraram na livre-docência como a conhecemos hoje em Brasil podem ser remetidas a 19 de abril de 1879. Entretanto, apenas em 1911, com a Reforma Rivadávia Corrêa (Decreto n.º 8.659 de 5 de abril), a livre-docência foi oficialmente enxertada no ensino superior brasileiro. A livre-docência é regulada pelas Leis nº. 5.802/72 e nº. 6.096/74, pelo Decreto 76.119/75 e pelo Parecer 826/78 do extinto Conselho Federal de Educação. Ou seja, antes de 1976 a livre-docência era aberta a qualquer professor da instituição, mas desde 11 de setembro de 1976 só podem candidatar-se professores já portadores do título de doutor.
Na Universidade de São Paulo (USP), Universidade Estadual de Campinas (UNICAMP), Universidade Estadual Paulista (UNESP) e na Pontifícia Universidade Católica de São Paulo (PUC-SP), a livre-docência é requisito para a candidatura a professor titular e o livre-docente recebe o título de professor associado, quando já pertence ao quadro docente da universidade (mas o título pode ser obtido também por doutores externos à universidade). Já nas universidades federais, a livre-docência praticamente desapareceu, dado que o doutor já é professor adjunto e pode, havendo vaga, prestar concurso para professor titular. Ou seja, a livre-docência perdeu seu sentido nas universidades federais.
Entretanto, além da tríade USP-UNICAMP-UNESP e da PUC-SP, algumas outras universidades mantiveram, ou reacenderam mais recentemente, o concurso de habilitação à livre-docência. Entre elas, uma frequentemente mencionada é a Universidade Federal de São Paulo (Unifesp). Contudo, diversas outras instituições podem ser elencadas, tais como as federais UNIRIO e UFBA, as estaduais FAMERP e UECE, e instituições privadas como a FMABC e a Faculdade de Ciências Médicas da Santa Casa de São Paulo. Não foram encontrados registros de professores que obtiveram seus títulos de livre-docência em instituições militares de ensino superior  (e.g., ITA, AMAN, IME, etc). Inquestionavelmente, é muito provável que outras universidades brasileiras ofereçam concursos de habilitação à LD.
Não se sabe o número exato de professores com LD no país. De acordo com o Censo do Ensino Superior de 2017, realizado pelo INEP, o Brasil contabilizava 380.673 docentes do ensino superior, dos quais: 10 (0,0026%) não eram graduados, 4.362 (1,1%) graduados, 70.475 (18,5%) especialistas, 148.427 (39%) mestres e 157.399 (41,3%) doutores. Essa análise não quantificou os LD. Em 2019 foi publicado que haveria aproximadamente 6.000 professores com LD no Brasil, ou 1,6% do corpo docente.